# جيف جونسون (لاعب كرة قاعدة)
جيف جونسون (بالإنجليزية: Jeff Johnson)‏ هو لاعب كرة قاعدة أمريكي، ولد في 4 أغسطس 1966 في درم في الولايات المتحدة.

## وصلات خارجية
- جيف جونسون على موقعبيزبول رفرنس.كوم (الدوري الرئيسي) (الإنجليزية)
- جيف جونسون على موقعبيزبول رفرنس.كوم (الدوري الثانوي) (الإنجليزية)
- جيف جونسون على موقع مشجعي الرسوم البيانية (الإنجليزية)